# Cañada Rica
Cañada Rica (o también llamado Pueblo Sánchez) es una localidad del departamento Constitución, provincia de Santa Fe, Argentina. Se halla a 9 km de la RP 90 y a 12 km del Arroyo del Medio que marca el límite con la provincia de Buenos Aires, distando 47 km de la ciudad de Pergamino, con la cual posee fuertes lazos comerciales. Se formó en torno a la estación Cañada Rica del Ferrocarril General Belgrano.

## Historia
La zona estaba poblada por los querandíes, etnia americana que tenía su principal aglomeración en las inmediaciones del arroyo del Medio. Los españoles obligaron a esta tribu a replegarse, abandonando la zona; se estima que existía un fuerte para proteger a los españoles de los querandíes unas 8 leguas al sur de Cañada Rica. 
En 1908 comenzaría la historia del poblado propiamente dicho cuando se creó la estación Cañada Rica y el Pueblo Sánchez. Las tierras pertenecían a Sánchez y López, tras cuya sucesión se asentaron Simón y Lucas Sánchez con sus casas como primeros habitantes de la zona. El ferrocarril atrajo más pobladores, pero recién en los años 1930 los dueños deciden vender parte de sus lotes para un asentamiento urbano, con lo que comenzó la expansión del aglomerado. Entre las primeras actividades económicas de la zona se encontraban los tambos y la producción de ladrillos. La comuna se creó en 1948.
El nombre de Cañada Rica devendría de la bondad de los pastos para la cría de ganado.

## Geografía

### Población
Cuenta con 711 habitantes (Indec, 2010), lo que representa un leve descenso frente a los 748 habitantes (Indec, 2001) del censo anterior.
| Gráfica de evolución demográfica de Cañada Rica entre 1991 y 2010 |
|                                                                   |
| Fuente: Censos nacionales del INDEC                               |

### Sismicidad
El último cimbronazo fue a las 3:20 UTC-3 del 5 de junio de 1888 (ver terremoto del Río de la Plata en 1888). La región responde a las subfallas «del río Paraná», y «del río de la Plata», y a la falla de «Punta del Este», con sismicidad baja; y su última expresión se produjo hace 136 años, con una magnitud aproximadamente de 4,5 en la escala de Richter